# Facteur-X
Pour les articles homonymes, voir X Factor.
Facteur-X (« X-Factor » en version originale) est une équipe de super-héros évoluant dans l'univers Marvel de la maison d'édition Marvel Comics.
L'équipe a fait l'objet de plusieurs séries :
- en 1986, la première équipe est formée des cinq premiers X-Men originels après leur départ de l'équipe ; en 1991, les membres d'origine sont réincorporés dans la série régulière des X-Men. La série X-Factor est arrêtée en 1998 ;
- en 2006, une nouvelle série est lancée, faisant suite à X-Factor Investigations (en).
- en 2020, un nouveau titre est lancé en juillet comme faisant partie de Dawn of X (une initiative de relance présentée par Marvel Comics en 2019 de diverses bandes dessinées liées à la franchise X-Men). Scénarisé par Leah Williams et illustré par David Baldeón, l'équipe originale comprend Daken, Eye-Boy, Véga, Polaris, Prestige et Prodigy[2].

## Biographie de l'équipe

### Première équipe (1986-1991)
Membres : 
- Cyclope (Scott Summers, leader)
- « Strange Girl » (Jean Grey)
- Iceberg (Bobby Drake)
- le Fauve (Hank McCoy)
- Angel (Warren Worthington III)

Ils entraînèrent :
- Big Bang (Tabitha Smith)
- Rictor
- Skids
- Rusty Collins
- Artie Maddicks (en) et la Sangsue.

Le scénariste Bob Layton a voulu que Facteur-X soit une réunion des X-Men originaux, un événement compliqué par les longues histoires des personnages après l'initiation d'une nouvelle équipe de X-Men en 1975. Dans les années 1970 et au début des années 1980, Angel, Fauve et Iceberg ont déjà parcouru diverses équipes de super-héros. En 1985, tous les trois étaient membres des Defenseurs. La série mensuelle Defenders devant déjà être annulée, la rédaction de Marvel a choisi de tuer les autres membres du groupe dans le dernier numéro afin de libérer Angel, Fauve et Iceberg pour Facteur-X.
Une tâche plus difficile fut le retour de Cyclope et de Jean Grey. En 1980, Jean Grey avait été tuée lors de la saga Phénix Noir, et comme il était considéré comme vital que l'équipe ait un membre féminin, Layton avait choisi d'utiliser en premier abord la mutante Dazzler. Le matériel publicitaire pour la série a commencé à apparaître à ce moment-là, avec des images de l'équipe utilisant un espace vide ou une silhouette à la place du membre féminin comme un teaser mystérieux. Cependant, le scénariste Kurt Busiek avait déjà pensé à un moyen d'ajouter Jean Grey à la liste, ce que quelqu'un d'autre a suggéré qui est devenu l'un des cas les plus significatifs de continuité rétroactive dans l'histoire de la bande dessinée : Jean Grey n'a jamais été le Phénix. Au lieu de cela, l'entité Phénix a copié l'identité et la forme de Grey, la gardant en sécurité dans une structure en forme de cocon sous Jamaica Bay. Busiek a raconté l'idée à Roger Stern, qui l'a racontée à John Byrne. Byrne a écrit et illustré Fantastic Four # 286 (1985), en incorporant l'idée de Busiek. Plusieurs vignettes de cette bande dessinée ont été réécrites (par le scénariste des X-Men Chris Claremont) et redessinées (par le dessinateur initial de Facteur-X Jackson Guice) pour décrire l'entité Phénix comme moins malveillante que Byrne ne l'avait prévu.
Afin de rejoindre l'équipe, Cyclope a quitté sa nouvelle épouse Madelyne Pryor, une pilote d'Alaska qui ressemblait étrangement à Grey, et leur fils en bas âge, Nathan Christopher. Ces événements, ainsi que la résurrection de Grey en général, ont été très controversés auprès des fans.
Les X-Men d'origine avaient été dissociés de l'équipe actuelle parce que le professeur X avait placé leur ancien ennemi juré, Magneto, comme leur chef. Ceux-ci ont créé une entreprise annoncée comme des chasseurs de mutants à louer, dont le siège social est situé dans le quartier TriBeCa du centre-ville de New York, se faisant passer pour des humains «normaux» (sans super-pouvoirs) pour leurs clients. Les mutants capturés par Facteur-X sont secrètement entraînés à contrôler leurs pouvoirs et réintégrés dans la société.
Angel, dont les ailes ont été mutilées par les Maraudeurs lors du Mutant Massacre (en), tente de se suicider, mais est capturé par le mutant Apocalypse qui le change en Archangel, son cavalier de la Mort.
Facteur-X lutte contre des démons durant l'épisode Inferno (en). Le clone de Jean Grey, Madelyne Pryor, tente de tuer son jeune fils Nathan Christopher Summers qu'elle a eu avec Cyclope. Les X-Men viennent à la rescousse et cette dernière, devenue folle, se suicide.
Voulant faire des histoires plus axées sur les adolescents de Facteur-X, Louise Simonson a demandé avec succès au rédacteur en chef Bob Harras l'autorisation de faire une mini-série les mettant en vedette. Après la mini-série, intitulée X-Terminators, les personnages ont quitté Facteur-X et ont été déplacés vers les Nouveaux Mutants.
Dans le dernier scénario majeur de la première série Facteur-X, publiée au début de 1991, Apocalypse kidnappe Nathan Summers, sentant qu'il deviendrait un puissant mutant et une menace possible. Sur la base lunaire d'Apocalypse, Cyclope et Jean Grey sont contraints de se séparer de Nathan, le fils de Cyclope et de Madelyne Prior, pour qu'il survive au virus techno-organique qui le rongeait. Un clan de rebelles du futur, connu sous le nom d'Askani, envoie un représentant (Jen Askani) dans le temps présent pour emmener Nathan 2000 ans dans le futur pour qu'il soit soigné. Adulte, il revient au 20e siècle en tant qu'anti-héros, le mutant connu sous le nom de Cable. 

### Facteur X, équipe fédérale (1992-1998)
Après les évènements du crossover Muir Island Saga (en), toutes les équipes ayant été impliquées ont vu leurs effectifs remaniés. L'ancienne équipe de Facteur-X réintègre alors les X-Men.
Valerie Cooper, agent de liaison entre la Freedom Force et le gouvernement américain, saisit l'occasion de reformer une équipe digne de ce nom. Elle utilise donc le nom de Facteur-X, dont la réputation est meilleure que celle de la Freedom Force, composée de criminels repentis, et recrute l'équipe dans les mutants proches des X-Men. Malabar, Polaris et l'Homme-multiple, rescapés de l'île de Muir, sont les premiers à rejoindre Cooper. Puis Havok est contacté sur Genosha en tant que leader ; il est suivi par Félina, qui est émotionnellement liée à lui depuis sa capture par les scientifiques génoshéens. Vif-Argent rejoint l'équipe durant sa première aventure.
Plus tard, Cooper est remplacée par Forge en tant qu'agent de liaison entre l'équipe et le gouvernement américain. Wild Child se joint à eux pour s'éloigner de la Division Alpha ; Shard devient membre à la suite d'une manipulation par Forge d'un objet appartenant à Bishop. Mystique et Dents-de-sabre, faits prisonniers par le gouvernement, sont remis à Facteur-X pour qu'ils travaillent sous la surveillance de Forge.
Membres :
- Havok (leader)
- Polaris
- Félina
- Malabar
- L'Homme-multiple
- Vif-Argent
- Valerie Cooper (agent de liaison)
- Forge (agent de liaison/leader)
- Shard (en)
- Wild Child
- Mystique
- Dents-de-sabre

L'équipe est tout d'abord confrontée à une attaque politique, menée par le sénateur Shaffran, et un affaiblissement ou une manipulation de leurs pouvoirs. Un des doubles de l'Homme-multiple s'émancipe et fait croire qu'il est l'original ; Malabar détruit le Washington Monument, et Vif-Argent se sent vieillir plus rapidement. Shaffran, lui aussi mutant, a en fait le pouvoir de manipuler ceux des autres, afin de les retourner contre eux. Mais Mr. Sinistre se débarrassa de lui, afin qu'il ne puisse toucher à Havok ou Polaris, indispensables aux plans de Sinistre.
Plus tard, l'équipe est envoyée au Trans-Sabal, où elle fait face à Hulk et au Panthéon (en). Facteur-X est censée soutenir l'allié politique des Américains, le dictateur Farnoq Sawalha Dahn, mais celui-ci, despotique, tente d'utiliser Havok comme arme de dissuasion nucléaire, tout en enlevant Valerie Cooper. L'équipe se retourne alors contre Dahn, qui est ensuite tué par Rick Jones.
Les membres de l'équipe sont également utilisés pour protéger un témoin repenti contre ses anciennes amitiés mutantes, ou pour enquêter sur un crime apparemment commis par un mutant. À la suite du débarquement d'un boat-people en provenance de Genosha, Facteur-X doit lutter contre la Confrérie des mauvais mutants, menée par fLe Crapaud, qui tente de recruter les réfugiés, qui se présentent sous le nom de X-Patriotes. L'équipe promet alors de les raccompagner jusqu'à l'île afin de les rassurer sur leur sort, le bateau étant parti avant les événements de X-Tinction Agenda (en).
Lors du crossover Le Chant du bourreau, Facteur-X est d'abord chargée de faire prisonnier X-Force, équipe susceptible de les mettre sur la piste de Cable, suspect principal de la tentative de meurtre sur Charles Xavier. Ils s'allient ensuite aux X-Men et à Rocket et Big Bang afin de traquer le Front de libération mutant et leur chef, Stryfe, le vrai coupable. Après la mort apparente de Stryfe et de Cable, l'équipe est envoyée faire des entretiens psychologiques individuels avec le Doc Samson.
De retour à New York, Vif-Argent s'éloigne de plus en plus de l'équipe ; ses tentatives de renouer avec sa femme Crystal sont déjouées par les Acolytes, qui manipulent également Val Cooper. Mais l'équipe tient sa promesse faite aux X-Patriotes, et part pour Genosha. Là-bas, ils apprennent de la bouche du docteur Moira McTaggert qu'une maladie virale est en train de décimer les mutants de l'île. En tentant de sauver l'un d'entre eux, l'Homme-multiple est alors apparemment contaminé, mais le cache à ses collègues.
Afin d'infiltrer le projet Wideawake, qui doit permettre à la Commission américaine des activités surhumaines de se doter de Sentinelles de dernière génération, les Acolytes envoient Cooper, seulement accompagnée de Vif-Argent et de Random, un mercenaire, sur la base gouvernementale. Mais Facteur-X a désobéi aux ordres de Cooper, et découvre l'ampleur du projet. Si les Acolytes doivent se retirer sans avoir réussi à faire basculer Vif-Argent dans leur camp, la confiance de l'équipe envers Cooper est ruinée. Elle prend alors la décision de se faire remplacer par Forge, tout en restant en contact. Vif-Argent quitte alors l'équipe, qui est fortement éprouvée par les derniers événements. L'Homme-multiple se renferme dans sa dépression, accentuée par le fait d'avoir tué Melloncamp des Acolytes. Félina tente d'effacer la programmation faite sur elle par les Génoshéens, mais son attirance pour Havok est trop forte, et elle ne peut supporter un traitement quelconque.
Facteur-X est alors la cible de Malice, ancienne membre des Maraudeurs qui a possédé plusieurs fois l'esprit de Polaris. Celle-ci étant sa première cible, elle n'est sauvée que par l'intervention de Haven (en), une mutante mystique, souhaitant préparer l'humanité tout entière à un nouvel âge d'or. Polaris, encouragée par un des doubles de l'Homme-multiple, retrouve Cooper dans les rangs des partisans de Haven, mais l'équipe est chargée de l'arrêter pour terrorisme. En effet, Haven prévoit dans ses visions l'extinction de 75 % de l'humanité pour préparer cette nouvelle ère, et elle a décidé de hâter le processus en commettant des attentats. Si Cooper a en fait été chargée d'infiltrer son camp, Félina la rejoint de son plein gré, lorsque Haven, par ses pouvoirs, la nettoie entièrement du contrôle génoshéen. Haven est défaite lorsqu'elle tente de guérir l'Homme-Multiple du virus Legacy : elle échoue, et la mort de leur coéquipier ressoude Facteur-X.
Malice n'a toutefois pas abandonné l'idée de tuer Polaris, mais Sinistre intervient alors pour protéger cette dernière et Havok ; Malice est tuée lorsque Polaris et Havok tentent de se protéger mutuellement de l'esprit de celle-ci, celui-ci se déchirant en deux.
Après avoir lutté contre la Phalanx, Facteur-X part pour Israël afin de protéger Légion de Mystique, qui le considère comme coupable de la mort de sa compagne Destinée. Mais celui-ci est sorti du coma, et après avoir envoyé Facteur-X en Extrême-Orient, prévoit de réparer les erreurs de son père en tuant Magnéto. Il part alors dans le passé où il tue... Charles Xavier, déclenchant les événements de l'Ère d'Apocalypse. Facteur-X est touché par la vague de réalité alors que Malabar vient de faire une attaque cardiaque.
De retour à la réalité, l'équipe se délite lentement : Malabar est dans le coma, Félina rejoint Moira McTaggert sur Muir, Havok perd le contrôle de son pouvoir. Ce dernier devient une proie pour Le Confiseur (en) et Dark Beast : c'est le dernier qui l'emporte, Random capturant Havok pour son compte, Facteur-X pensant qu'Havok est parti volontairement. L'équipe hérite également de la surveillance de Mystique, prisonnière du gouvernement mais cible de Bastion dans son Opération Tolérance Zéro, et de Dents-de-sabre, limier de Bastion. Traquant une sentinelle durant l'avènement d'Onslaught, Facteur-X découvrit à la fois la trahison de Random et le sort de Havok. S'ils parvinrent à défaire Dark Beast et à libérer Le Fauve, Havok s'échappa pour recréer la Confrérie des Mauvais Mutants.
Facteur-X ne put empêcher l'assassinat de Graydon Creed, pourtant anticipé par Mystique ; cet événement déclencha la mise en place de l'Opération Tolérance Zéro. Avant le début de celle-ci, ils découvrirent que l'Homme-multiple était encore en vie, mais prisonnier du gouvernement avant qu'Havok ne le fasse libérer. Il fut capturé par Facteur-X, mais ensuite caché dans leur base. Au lancement de l'opération de Bastion, Dents-de-Sabre se retourna contre ses coéquipiers et les laissa pour morts dans leur base. Seule l'arrivée de Cooper et l'intervention de Havok leur permit de survivre. Celui-ci mit fin à la Confrérie, et proposa à Polaris et à l'Homme-multiple de reformer l'équipe avec deux réfugiés de l'époque de Bishop. Mais l'un d'entre eux tenta de rentrer chez lui grâce à un dispositif instable : Havok en tentant de le désactiver fut transporté dans une réalité parallèle. Facteur-X fut alors dissous, ses coéquipiers supposant la mort de leur leader et ami.

### Facteur X, équipe d'investigations
À la suite des évènements de la mini-série Madrox, Jamie Madrox a formé en plein cœur de Mutant Town (en) une agence de détectives nommée X-Factor Investigations (en), avec Malabar et Félina (cette dernière venait de quitter son poste de tutrice chez Xavier). Monet, Cyrène et Rictor (désormais sans pouvoir depuis les évènements de House of M) se sont joints au trio, ainsi qu'une mystérieuse jeune fille blonde, Layla Miller, apparue pour la première fois dans la mini-série House of M, qui peut prédire l'avenir.
Leurs aventures font alors l'objet d'une nouvelle série X-Factor, scénarisée par Peter David et illustrée notamment par Ryan Sook (en) ou Dennis Calero (en).
Membres :
- Jamie Madrox (leader)
- M (Monet Sainte-Croix)
- Cyrène
- Malabar
- Rictor
- Félina
- Layla Miller
- Darwin
- Longshot
- Shatterstar
- Havok
- Polaris

### Équipe de 2020
Membres :
- Daken; fils de Wolverine, ayant les mêmes pouvoirs que son père en plus de savoir manipuler les phéromones.
- Eye-Boy: dont le corps est recouvert de multiples yeux, ce qui lui permet de voir simultanément dans toutes les directions.
- Véga; membre de la division alpha et des x-men, peut voler à très grande vitesse.
- Polaris; fille de magnéto, possède les mêmes pouvoirs que son père.
- Prestige: plus connue sous l'identité de Rachel Summers .Fille de Cyclope et de Jean Grey, possède les mêmes pouvoirs que sa mère.
- Prodigy, alias David Alleyne: mutant membre des young avengers et des nouveaux mutants. Télépathie mineure lui permettant d'accéder au savoir de toute personne proche de lui.